# Мали Дубовик
Мали Дубовик је насељено мјесто у општини Крупа на Уни, Република Српска, БиХ. Према попису становништва из 1991. у насељу је живјело 300 становника. На попису становништва 2013. године, према подацима Агенције за статистику Босне и Херцеговине пописано је 175 становника.

## Географија
Мали Дубовик се до распада Југославије налазио у бившој југословенској општини Босанска Крупа.

## Становништво
| Демографија | Демографија | Демографија |
| Година      | Становника  | Становника  |
| ----------- | ----------- | ----------- |
| 1948.       | 692         |             |
| 1953.       | 719         |             |
| 1961.       | 733         |             |
| 1971.       | 591         |             |
| 1981.       | 450         |             |
| 1991.       | 300         |             |